# Attributables Risiko
Das attributable Risiko, auch zuschreibbares Risiko oder Risikodifferenz, absolute Risikoreduktion genannt, ist in klinischen und epidemiologischen Studien jenes Risiko, welches der Exposition zu einem Risikofaktor zuzuschreiben ist. Im Gegensatz dazu vergleicht das relative Risiko die Erkrankungsrisiken von exponierten und nicht exponierten Menschen.
Das attributable Risiko gibt an, um welchen Prozentsatz man eine Krankheitshäufigkeit senken kann, würde man den Risikofaktor ausschalten. Zum Beispiel ist das Risiko, Lungenkrebs zu erleiden, bei Rauchern höher als bei Nichtrauchern – aber bei Nichtrauchern treten ebenfalls, nur eben seltener Lungenkrebsfälle auf.

## Definition
Das attributable Risiko ist definiert als Differenz:
{\displaystyle AR:=P({\text{Erkrankung}}\mid {\text{exponiert}})-P({\text{Erkrankung}}\mid {\text{nicht exponiert}})},
wobei {\displaystyle P(A|B)} die bedingte Wahrscheinlichkeit von Ereignis A, gegebenes Ereignis B beschreibt.
Das attributable Risiko einer Population entspricht dem attributablen Risiko multipliziert mit der Bevölkerungszahl.

### Schätzung
Sind die bedingten Wahrscheinlichkeiten nicht bekannt, sondern werden geschätzt, so erhält man folgendes:
|                                     | Anzahl der Personen mit Risikofaktor | Anzahl der Personen ohne Risikofaktor |
| Anzahl der erkrankten Personen      | {\displaystyle a}                    | {\displaystyle b}                     |
| Anzahl der nichterkrankten Personen | {\displaystyle c}                    | {\displaystyle d}                     |

Risiko der Personen, die dem Risikofaktor exponiert waren (entspricht dem positiv prädiktiven Wert (PPW)):
{\displaystyle RE=PPW={\frac {a}{a+c}}}
Risiko der Personen, die dem Risikofaktor nicht exponiert waren (entspricht 1 minus dem negativ prädiktiven Wert (NPW)):
{\displaystyle RNE=1-NPW=1-{\frac {d}{b+d}}={\frac {b}{b+d}}}
Das attributable Risiko entspricht dann der Differenz:
{\displaystyle AR=RE-RNE={\frac {a}{a+c}}-{\frac {b}{b+d}}}

## Abgrenzung
Das relative Risiko (RR) wird hingegen als Quotient berechnet. Der Begriff attributables Risiko sei jedoch in der Literatur ungenau definiert, denn es gebe auch noch den Begriff Risikodifferenz (RD). Attributables Risiko und Risikodifferenz werden teilweise gleichgesetzt. Von der Risikodifferenz zu unterscheiden ist noch die attributable Fraktion, sowie das bevölkerungsbezogene attributable Risiko, der prozentuale Unterschied zwischen einer exponierten und einer nicht-exponierten Population.

## Gegenüberstellung zum relativen Risiko
Im Gegensatz zum relativen Risiko berücksichtigt das attributable Risiko die Seltenheit bzw. die Häufigkeit einer Erkrankung. Als Veranschaulichung ein hypothetisches Beispiel – zwei Verhaltensweisen, zwischen denen eine Person wählen könnte:
- Verhalten A verdoppelt das Lungenkrebs-Risiko, halbiert das Mundhöhlenkrebs-Risiko.
- Verhalten B halbiert das Lungenkrebs-Risiko, und macht Mundhöhlenkrebs doppelt so häufig.

Eine schlecht informierte Person würde das Verhalten zufällig auswählen oder sogar dem Verhalten A zustimmen, denn das relative Risiko ist bei beiden Erkrankungen das gleiche – nämlich die Verdoppelung beziehungsweise die Halbierung eines Erkrankungs-Risikos. Mundhöhlen-Krebs tritt aber viel seltener auf (rund 10.000 Erkrankungen/Jahr in Deutschland; Lungenkrebs: 50.000). Die Wahrscheinlichkeit, eine der beiden Erkrankungen zu erleiden ist bei Verhaltensweise B geringer (also Mundhöhlenkrebs: 20.000 Fälle, Lungenkrebs 25.000, total 45.000 Fälle pro Jahr).

## Ein Beispiel mit fiktiven Daten
Angenommen man möchte den Zusammenhang zwischen dem Auftreten von Herzinfarkten und Rauchen untersuchen.
Man beobachtet 10000 Patienten und stellt fest, ob sie rauchen oder nicht und ob sie schon einmal einen Herzinfarkt erlitten haben.
Es ergibt sich folgende Kreuztabelle:
|                                      | Anzahl der Personen die rauchen | Anzahl der Personen die nicht rauchen |
| Anzahl der Personen mit Herzinfarkt  | 130                             | 70                                    |
| Anzahl der Personen ohne Herzinfarkt | 1870                            | 7930                                  |

Es ergibt sich folgendes attributables Risiko:
{\displaystyle AR={\frac {130}{130+1870}}-{\frac {70}{70+7930}}=0{,}05625}
Durch die Multiplikation mit dem Faktor 100 lässt sich aus dem Wahrscheinlichkeitswert nun ein Prozentwert bilden. Das Risiko einen Herzinfarkt zu erleiden, ist für einen Nichtraucher also 5,625 %-Punkte kleiner als für einen Raucher (unter 0,9 % beim Nichtraucher versus 6,5 % bei einem Raucher).